# Грохоть
Грохоть (словац. Hrochoť) — село, громада округу Банська Бистриця, Банськобистрицький край. Кадастрова площа громади — 34.74 км².
Населення 1463 особи (станом на 31 грудня 2020 року).

## Історія
Грохоть згадується 1296 року.

## Населення
| Рік:            | 1994. | 2004.   | 2014.   | 2024.   |
| --------------- | ----- | ------- | ------- | ------- |
| Кількість осіб: | 1347  | 1432    | 1502    | 1428    |
| Різниця:        |       | +6,31 % | +4,88 % | -4,92 % |

| Рік:            | 2023. | 2024.   |
| --------------- | ----- | ------- |
| Кількість осіб: | 1432  | 1428    |
| Різниця:        |       | -0,27 % |